# Ken Paxton
Warren Kenneth Paxton Jr. (Minot, 23 dicembre 1962) è un politico, avvocato e magistrato statunitense.
Dal 2015 è procuratore generale del Texas. Esponente del Partito Repubblicano, in precedenza è stato membro al Senato del Texas, in rappresentanza dell'ottavo distretto, e membro della Camera dei rappresentanti del Texas.

## Biografia
Paxton nacque nella base aerea di Minot, nel Dakota del Nord, dove suo padre prestava servizio mentre era nell'aeronautica militare degli Stati Uniti.
All'età di dodici anni, Paxton rischiò di perdere un occhio giocando a nascondino; una diagnosi errata gli causò problemi di vista a lungo termine. Di conseguenza, il suo occhio sano è verde; quello danneggiato, marrone e cadente. Si ferì ulteriormente all'occhio durante gli anni del college.
Paxton ha conseguito una laurea in psicologia nel 1985 e un Master in Business Administration nel 1986, entrambi presso la Baylor University. In quell'università, fu eletto rappresentante studentesco. Paxton ha poi lavorato per due anni come consulente aziendale prima di tornare a studiare nel 1988. Nel 1991, ha conseguito una laurea in giurisprudenza (Juris Doctor) presso l'Università della Virginia.

### Attività politica
Nel 2002, Paxton vinse le primarie del Partito Repubblicano per candidarsi alla Camera dei rappresentanti del Texas, fu poi eletto con oltre 28 mila voti. 
Paxton vinse la rielezione contro il democratico Martin Woodward nel 2004. Ottenne il 76% dei voti, ovvero 58.520 voti rispetto ai 18.451 voti di Woodward. Paxton vinse la rielezione per altre 3 legislature fino al 2010.
Dopo aver vinto le elezioni del 2012, Paxton ha sostituito Florence Shapiro, in pensione, al Senato del Texas.
Fu membro dal 2013 fino a gennaio 2015, quando entrò in carica come procuratore generale del Texas, dopo aver vinto le elezioni. Fu rieletto per tre mandati consecutivi. 
L'8 aprile 2025, Paxton partecipò al programma Ingraham Angle per annunciare la sua candidatura al Senato degli Stati Uniti, sfidando il senatore in carica John Cornyn.